# Ludwig Helmbold
Ludwig Helmbold, né le 21 janvier 1532 à Mühlhausen (Saint-Empire) et mort le 8 avril 1598 dans la même ville, est un poète allemand ; il a écrit les paroles de nombreux chorals. Il a aussi écrit en latin.

## Biographie
Fils de Stephan Helmbold, un riche commerçant en laine, Ludwig part à quinze ans pour l'université d'Erfurt mais revient à 18 ans comme professeur dans une école de Mühlhausen. Il repart après 18 mois à Erfurt comme vice-recteur et professeur de philosophie à l'université. Ludwig Helmbold est couronné poète lauréat à la Diète d'Augsbourg de 1566 par l'empereur Maximilien II mais Il est contraint de démissionner en 1570 durant la Contre-Réforme. Il revient à Mühlhausen comme pasteur de la Marienkirche à partir de 1571 et obtient plus tard le rectorat d'une importante école de la ville.
Il meurt en 1598, à la suite d'une jaunisse, dans l'exercice de ses fonctions.

## Œuvres

### Poésies
Joachim a Burck (de) et Johannes Eccard,, cantors de Mühlhausen, ont mis en musique nombre de ses poèmes.
Jean-Sébastien Bach a utilisé ses textes dans les cantates : 
- Herr, wie du willt, so schicks mit mir (BWV 73)
- Gott der Herr ist Sonn und Schild (BWV 79)
- O heilges Geist- und Wasserbad (BWV 165)
- Ärgre dich, o Seele, nicht (BWV 186a)

et Buxtehude dans :
- Nun lasst uns Gott dem Herren Dank sagen[3].

Deux textes de Helmbold font toujours partie de l'hymnaire de l'Église évangélique luthérienne allemande : les numéros 320 et 365 (Nun lasst uns Gott dem Herren et Von Gott will ich nicht lassen).

#### En ligne
- (la)  Confessio Augustana sur Google Livres, Hantzsch, 1575
- (la) Iubilaeus augustanae confessionis annus 1580 sur Google Livres, Mühlhausen, Hantzsch, 1580
- (de) Christliche erinnerung von unserm Evangelischen Osterfest, an welchem Tag der Papst seinem verruckten Calender nach das Cantate gehalten Anno 1584 sur Google Livres, Hantzsch, 1584

### Essais
- (de) Sepultura Lutheri sur Google Livres, Mühlhausen, Hantzsch, 1584

### Éponymie
- Une rue du sud-est de Mühlhausen porte son nom depuis 1998.

### Sources
- (de) Heinrich Julius Kämmel, « Helmbold, Ludwig », dans Allgemeine Deutsche Biographie (ADB), vol. 11, Leipzig, Duncker & Humblot, 1880, p. 701-702
- (de) Friedrich Wilhelm Bautz, « Helmbold, Ludwig », dans Biographisch-Bibliographisches Kirchenlexikon (BBKL), vol. 2, Hamm, 1990 (ISBN 3-88309-032-8, lire en ligne), colonnes 705-706

- (de) Cet article est partiellement ou en totalité issu de l’article de Wikipédia en allemand intitulé « Ludwig Helmbold » (voir la liste des auteurs).